# Sarandí Grande (Florida)
Sarandí Grande es una ciudad uruguaya del departamento de Florida. Es además sede del municipio homónimo y desde 2009 es reconocida como la Capital Nacional del Raid Hípico.

## Geografía
La ciudad se ubica en la zona noroeste del departamento de Florida, próximo a las costas de los arroyos Paraná y del Tala, y en la intersección de las rutas nacionales 5 y 42. Aproximadamente 45 km la separan de la capital departamental con la cual se conecta a través de la ruta 5.

## Historia
La localidad fue fundada en 1874 como parada de ferrocarril y está ubicada a pocos kilómetros del sitio donde en 1825 se llevó a cabo la batalla de Sarandí, que se conmemora cada 12 de octubre como la festividad más importante del lugar. Fue elevada a la categoría de pueblo por ley 3.042 del 13 de junio de 1906, siendo cabeza de la entonces sección judicial «Estación Sarandí». El 15 de octubre de 1923 fue elevada a la categoría de villa por ley 7.638 y redenominado «Sarandí». Y finalmente recibió la categoría de ciudad y pasó a denominarse «Sarandí Grande», por ley 11.960 del 1 de julio de 1956.

## Población
Según el censo del año 2023 la ciudad contaba con una población de 6 827 habitantes.
| 3579          | 5295 | 5545 | 5379 | 5635 | 6362 | 6130 | 6827 |
| (Fuente: INE) |      |      |      |      |      |      |      |

## Personajes ilustres
El político blanco Faustino Harrison vivió la mayor parte de su vida en Sarandí, incluso mientras fue presidente de la República. El presbítero y poeta José María Fontes Arrillaga fue sacerdote durante varias décadas a principios de siglo XX. El pintor Mario Giacoya y los escritores Nando Secreto , Álvaro Lema Mosca son oriundos de allí, al igual que el militar aviador Manuel E. Buadas.

## Economía
La economía se basa en la lechería y la agricultura.

## Gobierno
Por ley 18653 del 15 de marzo de 2010 se creó el municipio de Sarandí Grande perteneciente al departamento de Florida comprendiendo al distrito electoral QCA de ese departamento.
Este municipio comprende la planta urbana de la ciudad y algunas áreas rurales que la rodean.

## Atractivos
- Raíd hípico: Sarandí Grande fue declarada Capital Nacional del Raid Hípico a través de la ley 18493 del 5 de junio de 2009. Este reconocimiento se sustenta en el hecho de que la ciudad de Sarandí Grande fue pionera a nivel nacional en la incursión en este deporte, y además fue por muchos años el único lugar del país donde se practicaba. El primer raid fue organizado en la ciudad en 1913, con 13 participantes; en 1914 se llevó a cabo el segundo evento, y luego de varios años sin actividad se retomó en 1935 cuando surgió el raid Batalla de Sarandí. Este último es organizado anualmente desde entonces de forma ininterrumpida en el mes de octubre por el Centro Social 12 de Octubre. Además del raíd Batalla de Sarandí, se realizan 2 eventos ecuestres más en la localidad, ellos son el raid Los 33 Orientales en el mes de abril, organizado por el Club Deportivo y Social Sarandí; y el raid Esc. Carlos María Eyherald en el mes de agosto, organizado por el Club de Residentes de Sarandí Grande en Montevideo.[9][10][11]

- Monolito a la Batalla de Sarandí: Pasando la ciudad de Sarandí Grande; rumbo a Polanco del Yí, se alza a mitad de camino un monolito recordatorio de la acción que sostuvieron los patriotas contra las fuerzas portuguesas el 12 de octubre de 1825. Si bien la batalla se libró en muchos lugares, haciéndose más extensa por la dispersión de los portugueses en fuga, se tomó este punto como lugar central de la acción.[12]

- Monumento a la Batalla de Sarandí: se encuentra ubicado en la ciudad. Es una obra del escultor uruguayo José Luis Zorrilla de San Martín. Es realizado en piedra arenisca sobre base de granito. Está representada por una mujer indígena en actitud de guerra, semi parada en movimiento de avance, levanta el brazo izquierdo sobre la cabeza; en la mano derecha lleva una armadura. Completa el conjunto de la obra un puma que va a su lado acompañando el movimiento de la figura principal.[13]

- Parque Tomás Berreta: se ubica junto a la ciudad, en un área de 120 hectáreas. Era parque es el segundo en América Latina en cantidad de especies forestales autóctonas.[14]